# ShareX
ShareX est un logiciel libre et open source de capture d'écran pour Microsoft Windows. 
De manière avancée, il permet d'enregistrer l'image fixe ou animée d'un écran d'ordinateur, puis de la partager sur différents hébergeurs comme imgur. Pour produire une image animée en GIF ou MP4, il utilise la collection FFmpeg. Il propose par ailleurs quelques outils de productivité comme un sélecteur de couleurs ou encore un générateur de code QR. 
Avant de changer pour son nom actuel, en 2012, le projet initial, créé en 2007, s'occupait de deux logiciels qui ont finalement fusionné : ZScreen et ZUploader,.
ShareX est distribué sous GPLv3 et son code source est géré via GitHub.